# Rosa d'Àustria-Toscana
Rosa d'Àustria-Toscana, princesa de Württemberg (Parsch, 1906 - Friedrichshafen, 1983). Arxiduquessa d'Àustria i princesa d'Hongria, de Bohèmia i de Toscana amb el doble tractament d'altesa reial i imperial. Rosa pertanyia a la branca dels Habsburg que governà fins al 1860 el Gran Ducat de Toscana.
Nascuda a Parsch el dia 22 de setembre de 1906 essent filla de l'arxiduc Pere Ferran d'Àustria-Toscana i de la princesa Maria Cristina de Borbó-Dues Sicílies. Rosa era neta per via paterna del gran duc Ferran IV de Toscana i de la princesa Alícia de Borbó-Parma; mentre que per via materna era neta del príncep Alfons de Borbó-Dues Sicílies i de la princesa Antonieta de Borbó-Dues Sicílies.
El dia 1 d'agost de 1928 contragué matrimoni amb el príncep Felip de Württemberg, cap de la casa reial württemburguesa. Felip era fill del príncep Albert de Württemberg i de l'arxiduquessa Margarida d'Àustria. Felip ja havia estat casat amb l'arxiduquessa Helena d'Àustria-Toscana germana de l'arxiduquessa Rosa.
Felip i Rosa tingueren set fills:
- SAR la princesa Helena de Württemberg, nada a Stuttgart el 1929. Es casà el 1961 al Castell d'Altshausen amb Federico Marchese Pallavicini.

- SAR el príncep Lluís de Württemberg, nat a Stuttgart el 1930. Es casà en primeres núpcies amb la baronessa Adelaïda von Bodman de qui es divorcià el 1970. En segones núpcies es casà a Múnic el 1972 amb Angelika Kiessig.

- SAR la princesa Elisabet de Württemberg, nada a Stuttgart el 1933. Es casà al Castell d'Altshausen el 1958 amb el príncep Antoni de Borbó-Dues Sicílies.

- SAR la princesa Maria Teresa de Württemberg, nada al Castell d'Altshausen el 1934. Es casà a la Catedral de Dreux el 1957 amb el príncep Enric d'Orleans de qui es divorcià el 1984. Fou creada duquessa de Montpensier.

- SAR el duc Carles de Württemberg, nat a Friedrichshafen el 1936. Es casà al Castell d'Altshausen el 1960 amb la princesa Diana d'Orleans.

- SAR la princesa Maria Antonieta de Württemberg, nada al Castell d'Altshausen el 1937 i morta a Friedrichshafen el 2004.

Rosa morí a la localitat meridional de Friedrichshafen el dia 17 de setembre de 1983 a l'edat de 77 anys. El seu marit havia mort vuit anys abans.